# Treviso Foot-Ball Club 1993 2007-2008
Questa pagina raccoglie le informazioni riguardanti il Treviso Foot-Ball Club 1993 nelle competizioni ufficiali della stagione 2007-2008.

## Stagione
Il Treviso nella stagione 2007-2008 allenato da Giuseppe Pillon ha partecipato alle seguenti competizioni ufficiali:
- Serie B nel cui campionato si è classificato al diciassettesimo posto con 45 punti, gli stessi del L.R. Vicenza.
- Coppa Italia nella quale supera il Lecce nel primo turno, vincendo (4-3) ai calci di rigore dopo che la gara era terminata sul punteggio di (2-2), quindi la squadra della Marca è stata eliminata nel secondo turno dal Rimini (3-1) per i romagnoli al Romeo Neri.
- Due sono i giocatori trevigiani arrivati alla doppia cifra in fatto di marcature, Paulo Barreto con 14 reti, e Luigi Beghetto autore di 12 centri.

## Divise e sponsor
Sponsor tecnico della stagione è stato Lotto, sponsor ufficiale Grigolin e sponsor istituzionale Provincia di Treviso.
| Casa | Trasferta | Terza maglia |

## Organigramma societario
Area direttiva
- Presidente: Ettore Setten
- Vicepresidente: Giangiuseppe Lucchese
- Direttore Generale: Giovanni Gardini
- Segretario Generale: Bruno Dall'Anese
- Team Manager: Antonio De Santis

Area amministrazione e comunicazione
- Comunicazione e Marketing: Sara Salin
- Marketing: Cristina Faido
- Responsabile Amministrazione: Sergio Pellizzari
- Amministrazione: Laura Zorzi, Alessandro Cipriani
- Segreteria: Silvia Lizzi, Barbara Padovan
- Delegato Stadio: Claudio Pilon

Staff tecnico
- Allenatore: Giuseppe Pillon
- Allenatore in seconda: Albino Pillon
- Preparatore atletico: Giacomo Tafuro
- Preparatore dei portieri: Paolo De Toffol

Staff medico
- Medico sociale: Dino Munarolo, Patrizio Sarto, Giorgio Girardi
- Fisioterapista: Alex Visentin

## Rosa
| N. |                    | Ruolo | Calciatore                |
| -- | ------------------ | ----- | ------------------------- |
| 1  | Brasile (bandiera) | P     | Jefferson Leonardo Trazzi |
| 3  | Italia (bandiera)  | D     | Alessandro Dal Canto      |
| 4  | Italia (bandiera)  | C     | Gionata Mingozzi          |
| 5  | Italia (bandiera)  | C     | Massimiliano Scaglia      |
| 6  | Italia (bandiera)  | D     | Giuseppe Scurto           |
| 7  | Italia (bandiera)  | C     | Ivano Trotta              |
| 7  | Italia (bandiera)  | C     | Federico Giunti           |
| 8  | Italia (bandiera)  | C     | Dario Venitucci           |
| 9  | Italia (bandiera)  | A     | Luigi Beghetto            |
| 10 | Uruguay (bandiera) | C     | Gianni Guigou             |
| 11 | Italia (bandiera)  | A     | Dino Fava Passaro         |
| 11 | Italia (bandiera)  | A     | Arturo Lupoli             |
| 13 | Italia (bandiera)  | D     | Luca Tedeschi             |
| 14 | Italia (bandiera)  | A     | Riccardo Musetti          |
| 14 | Italia (bandiera)  | D     | Lorenzo Colavetta         |
| 15 | Italia (bandiera)  | D     | Leonardo Bonucci          |
| 16 | Brasile (bandiera) | A     | Paulo Vitor Barreto       |
| 17 | Camerun (bandiera) | C     | Divine Fonjock            |
| 18 | Italia (bandiera)  | A     | Massimo Coda              |
| 19 | Brasile (bandiera) | A     | Piá                       |
| 20 | Serbia (bandiera)  | D     | Vlado Šmit                |
| 21 | Italia (bandiera)  | C     | Daniele Quadrini          |

| N. |                    | Ruolo | Calciatore          |
| -- | ------------------ | ----- | ------------------- |
| 22 | Italia (bandiera)  | A     | Andrea Russotto     |
| 23 | Uruguay (bandiera) | C     | Nicolás Amodio      |
| 23 | Italia (bandiera)  | C     | Antonino D'Agostino |
| 24 | Italia (bandiera)  | A     | Daniel Bradaschia   |
| 25 | Italia (bandiera)  | D     | Lorenzo D'Anna      |
| 27 | Italia (bandiera)  | P     | Alex Calderoni      |
| 28 | Brasile (bandiera) | A     | Wilker              |
| 29 | Brasile (bandiera) | D     | Thiago              |
| 30 | Italia (bandiera)  | C     | Riccardo Gissi      |
| 32 | Italia (bandiera)  | D     | William Pianu       |
| 33 | Brasile (bandiera) | P     | Max                 |
| 34 | Italia (bandiera)  | D     | Ivan Merli Sala     |
| 35 | Italia (bandiera)  | C     | Nicola Orlandi      |
| 36 | Italia (bandiera)  | C     | Raffaele D'Esposito |
| 37 | Italia (bandiera)  | C     | Jacopo Fortunato    |
| 38 | Italia (bandiera)  | C     | Francesco Marson    |
| 39 | Italia (bandiera)  | A     | Riccardo Bocalon    |
| 55 | Italia (bandiera)  | D     | William Viali       |
| 55 | Camerun (bandiera) | C     | Daniel Maa Boumsong |
| 71 | Italia (bandiera)  | P     | Alex Cordaz         |
| 77 | Italia (bandiera)  | D     | Dario Baccin        |
| 99 | Italia (bandiera)  | A     | Federico Piovaccari |

## Risultati

### Serie B

#### Girone di andata
| Arbitro: | Scoditti (Bologna) |

|                |           |  |
| Pià 40’ (rig.) | Marcatori |  |

| Arbitro: | Dondarini (Finale Emilia) |

|                |           |  |
| Tiribocchi 14’ | Marcatori |  |

| Arbitro: | Mazzoleni (Bergamo) |

|  |           |              |
|  | Marcatori | 5’ Marcolini |

| Arbitro: | Pinzani (Empoli) |

|                           |           |           |
| Jeda 36’ D. Cristiano 59’ | Marcatori | 25’ Viali |

| Arbitro: | Cavarretta (Trapani) |

|                       |           |  |
| P. Barreto 85’ (rig.) | Marcatori |  |

| Arbitro: | C. Russo (Nola) |

|                                     |           |  |
| Biancolino 12’ (rig.) Coppola 90+4’ | Marcatori |  |

| Arbitro: | Salati (Trento) |

|                                    |           |                               |
| Beghetto 24’ P. Barreto 45’ (rig.) | Marcatori | 15’ Cerci 34’, 90+3’ Castillo |

| Arbitro: | Tommasi (Bassano del Grappa) |

|                                                                     |           |                     |
| C. Colombo 21’ Saverino 28’ (rig.) Guidetti 45+1’, 54’ Do Prado 52’ | Marcatori | 17’ Pià 31’ Bonucci |

| Arbitro: | Brighi (Cesena) |

|                       |           |                                            |
| P. Barreto 76’ (rig.) | Marcatori | 19’ Schwoch 54’ (aut.) Baccin 73’ Sforzini |

| Arbitro: | Pierpaoli (Firenze) |

|               |           |  |
| Marazzina 34’ | Marcatori |  |

| Arbitro: | Ciampi (Roma) |

|           |           |  |
| Succi 11’ | Marcatori |  |

| Arbitro: | Scoditti (Bologna) |

|                               |           |            |
| P. Barreto 74’ Beghetto 90+2’ | Marcatori | 60’ Evacuo |

| Arbitro: | Marelli (Como) |

|                        |           |                |
| Soncin 12’, 27’ (rig.) | Marcatori | 90+1’ Beghetto |

| Arbitro: | Velotto (Grosseto) |

|                          |           |                      |
| Beghetto 22’ Bonucci 33’ | Marcatori | 29’ Godeas 50’ Fiore |

| Bergamo 18 novembre 2007, ore 18:30 15ª giornata | AlbinoLeffe     | 0 – 0 | Treviso | Stadio Atleti Azzurri d'Italia\| Arbitro: \| Salati (Trento) \| |
| Arbitro:                                         | Salati (Trento) |       |         |                                                                 |

| Arbitro: | Rizzoli (Bologna) |

|                               |           |  |
| Quadrini 8’ Beghetto 48’, 76’ | Marcatori |  |

| Arbitro: | C. Russo (Nola) |

|           |           |              |
| Terra 54’ | Marcatori | 22’ Beghetto |

| Arbitro: | Tommasi (Bassano del Grappa) |

|              |           |                          |
| Beghetto 90’ | Marcatori | 26’ Tabbiani 39’ Galasso |

| Arbitro: | Ciampi (Roma) |

|                                                        |           |         |
| Moscardelli 41’ (rig.), 81’ Vignati 71’ Ferretti 90+1’ | Marcatori | 62’ Pià |

| Arbitro: | Palanca (Roma) |

|                               |           |  |
| P. Barreto 10’ Piovaccari 82’ | Marcatori |  |

| Arbitro: | Cavarretta (Trapani) |

|           |           |                |
| Bruno 11’ | Marcatori | 29’ Piovaccari |

#### Girone di ritorno
| Arbitro: | Girardi (San Donà di Piave) |

|             |           |              |
| Mangoni 68’ | Marcatori | 85’ Beghetto |

| Treviso 2 febbraio 2008, ore 16:00 23ª giornata | Treviso             | 0 – 0 | Lecce | Stadio Omobono Tenni\| Arbitro: \| Pierpaoli (Firenze) \| |
| Arbitro:                                        | Pierpaoli (Firenze) |       |       |                                                           |

| Arbitro: | Celi (Campobasso) |

|              |           |  |
| Italiano 22’ | Marcatori |  |

| Arbitro: | Salati (Trento) |

|  |           |                              |
|  | Marcatori | 45+1’ Pagano 69’ Vantaggiato |

| Piacenza 16 febbraio 2008, ore 16:00 26ª giornata | Piacenza       | 0 – 0 | Treviso | Stadio Leonardo Garilli\| Arbitro: \| Marelli (Como) \| |
| Arbitro:                                          | Marelli (Como) |       |         |                                                         |

| Arbitro: | Squillace (Catanzaro) |

|                                                                 |           |                  |
| Venitucci 10’ P. Barreto 19’, 61’ (rig.), 68’, 69’ Russotto 73’ | Marcatori | 23’, 42’ Cordova |

| Arbitro: | C. Russo (Nola) |

|                          |           |  |
| Castillo 30’ Kutuzov 77’ | Marcatori |  |

| Arbitro: | Palanca (Roma) |

|                |           |             |
| P. Barreto 66’ | Marcatori | 86’ Millesi |

| Vicenza 15 marzo 2008, ore 16:00 30ª giornata | Vicenza           | 0 – 0 | Treviso | Stadio Romeo Menti\| Arbitro: \| Trefoloni (Siena) \| |
| Arbitro:                                      | Trefoloni (Siena) |       |         |                                                       |

| Arbitro: | Celi (Campobasso) |

|  |           |                                 |
|  | Marcatori | 21’ (rig.) Adailton 34’ Valiani |

| Arbitro: | Herberg (Messina) |

|                |           |              |
| P. Barreto 12’ | Marcatori | 86’ Sforzini |

| Arbitro: | Squillace (Catanzaro) |

|          |           |  |
| Eder 56’ | Marcatori |  |

| Arbitro: | Scoditti (Bologna) |

|                                     |           |         |
| Venitucci 24’ P. Barreto 58’ (rig.) | Marcatori | 37’ Job |

| Arbitro: | Giannoccaro (Lecce) |

|                 |           |                     |
| Godeas 34’, 45’ | Marcatori | 15’ (rig.) Beghetto |

| Arbitro: | De Marco (Chiavari) |

|  |           |             |
|  | Marcatori | 60’ Madonna |

| Brescia 26 aprile 2008, ore 16:00 37ª giornata | Brescia                     | 0 – 0 | Treviso | Stadio Mario Rigamonti\| Arbitro: \| Girardi (San Donà di Piave) \| |
| Arbitro:                                       | Girardi (San Donà di Piave) |       |         |                                                                     |

| Arbitro: | Pinzani (Empoli) |

|                                 |           |               |
| Quadrini 50’ Barreto 67’ (rig.) | Marcatori | 11’ Graffiedi |

| Arbitro: | Velotto (Grosseto) |

|  |           |                |
|  | Marcatori | 20’ Piovaccari |

| Arbitro: | Mazzoleni (Bergamo) |

|                                    |           |                |
| Beghetto 12’ P. Barreto 23’ (rig.) | Marcatori | 8’ Moscardelli |

| Arbitro: | Stefanini (Prato) |

|  |           |                |
|  | Marcatori | 17’ P. Barreto |

| Arbitro: | Lops (Torino) |

|                   |           |                  |
| Lupoli 35’ (rig.) | Marcatori | 25’ (rig.) Bruno |

### Coppa Italia
| Arbitro: | Salati (Trento) |

|                                         |                      |                                              |
| Scaglia 55’ Smit 115’                   | Marcatori            | 61’ Valdes 92’ Tiribocchi                    |
| Quadrini Guigou Venitucci Viali Scaglia | Tiri di rigore 4 – 3 | Tiribocchi Valdes Vives Giuliatto Diamoutene |

| Arbitro: | Tommasi (Bassano del Grappa) |

|                                     |           |                           |
| Valiani 7’ Ricchiuti 28’ Pagano 41’ | Marcatori | 90+2’ (aut.) D. Cristiano |